# Constantin Corneanu
Constantin Corneanu (n. 11 martie 1971, comuna Cobadin, județul Constanța) este un istoric și specialist român în probleme de geopolitică. Este membru fondator și președintele Consiliului-Director al Asociației Europene de Studii Geopolitice și Strategice „Gheorghe I. Brătianu” (AESGS/www.aesgs.ro) din septembrie 2009. Anterior fondării AESGS, a fost consilier în cadrul Oficiului Guvernului României pentru Gestionarea Relațiilor cu Republica Moldova (1 iunie 2004 - 31 iulie 2007) și jurnalist la Trustul de Presă al Ministerului Apărării Naționale în cadrul redacției TV Pro-Patria (1999 - 2000) și la Observatorul Militar (2000 - 2004). Are o experiență de peste două decenii în domeniul analizei relațiilor internaționale, aria sa de expertiză incluzând afaceri externe și politici de securitate, cu precădere în spațiul ex-sovietic, precum și relația dintre Republica Moldova și România. Este doctor în istorie din 2003 cu o teză legată de geopolitica României în epoca celui de-Al Doilea Război Mondial. A absolvit Facultatea de Istorie (1994) a Universității București și Colegiul Național de Apărare (1998). A publicat lucrările: Sub povara marilor decizii (ediția a I-a la Editura Scripta, București, 2007 și ediția a II-a la Editura Cetatea de Scaun, Târgoviște, 2013); Victorie însângerată. Decembrie 1989 (Editura Cetatea de Scaun, Târgoviște, 2014, ediția a I-a, 780 p.; ediția a II-a revăzută, 2023, 815 p.), precum și numeroase articole științifice apărute în revistele Europa XXI, Revista de Istorie Militară, Document (Buletinul Arhivelor Militare Române), Dosarele Istoriei, Istorie și Civilizație, Historia, Lumea Magazin. A fost nominalizat la Marele Premiu al Clubului Român de Presă pentru talk-show pe anul 2000 cu producția de televiziune Balcanii în flăcări. Co-editor al volumului Prăbușirea Imperiului Sovietic. „Lecții”  în retrospectivă (Editura Cetatea de Scaun, Târgoviște, 2012). În perioada 1 martie 2010 - 10 august 2015 a fost cercetător în cadrul Institutului Revoluției Române din Decembrie 1989 și membru al Consiliului Științific al acestei instituții. A publicat numeroase studii, articole și editoriale dedicate Revoluției Române din Decembrie 1989 din calitatea de cercetător și Director Editorial al publicației Caietele Revoluției (în anul 2012). A lucrat ca muzeograf IA în cadrul Muzeului Național al Pompierilor în perioada 15 ianuarie 2016 – 31 august 2018. În perioada 17 august 2018 – 27 mai 2019 a îndeplinit funcția de Director General-adjunct al IRRD 1989 și, mai apoi, pe cea de Director Științific al IRRD 1989 (1 iunie 2019 – 16 septembrie 2021). În perioada 15 ianuarie 2020 - 31 mai 2022 a fost redactorul-șef al revistei Enigmele Istoriei. Cu începere de la 1 septembrie 2022 este redactorul-șef al revistei CLIO – publicație a Muzeului Județean „Teohari Antonescu” din Giurgiu și, totodată, cercetător științific III în cadrul Institutului Revoluției Române din Decembrie 1989 (din 18 aprilie 2023).

## Publicații
- Sub povara marilor decizii (ediția a I-a la Editura Scripta, București, 2007, 591 p.)
- Sub povara     marilor decizii (ediția a II-a la Editura Cetatea de Scaun, Târgoviște, 2013, 570 p.)
- Co-editor al     volumului Prăbușirea Imperiului Sovietic. „Lecții”  în     retrospectivă (Editura Cetatea de Scaun, Târgoviște, 2012)
- Victorie     însângerată. Decembrie 1989 (Editura Cetatea de Scaun, Târgoviște, 2014, 780 p.
- Operațiunea „Farewell” și demantelarea Uniunii Sovietice în vol. Prăbușirea Imperiului Sovietic. „Lecții” în retrospective (Editura Cetatea de Scaun, Târgoviște, 2012, p. 122 – 164).
- Bătălia pentru armistițiu, în revista Europa XXI, anul I, nr. 1-2, decembrie 1993, p.133 – 142.
- Sfârșitul Războiului Rece, chestiunea rusă și securitatea națională a României (1), în Revista de Istorie Militară (RIM), nr. 4 (56)/1999, p. 26 – 30.
- Sfârșitul Războiului Rece, chestiunea rusă și securitatea națională a României (2), în RIM, 5 (57)/1999, p. 29 – 32.
- Sfârșitul Războiului Rece, chestiunea rusă și securitatea națională a României (3), în RIM, 6 (58)/1999, p. 36 – 40.
- Geopolitica României după încheierea Războiului Rece, în Document (Buletinul Arhivelor Militare Române), anul II, nr. 4 (8)/1999, p. 47 – 51.
- Geopolitică și strategie (1939-1941). Opțiuni politico-militare ale României, în vol. Omagiu istoricului Gheorghe Buzatu (Colecția O viață pentru istorie), Editura Empro, Focșani, 1999, p. 617-655.
- Poziția geopolitică a României și evoluția relațiilor internaționale (1941-1945),  în revista Europa XXI, nr. 7-8 (1998-1999), p. 29-61.
- Sfârșitul Războiului Rece și geopolitica haosului, în vol. România-instituții și valori pentru mileniul trei, Editura Institutului Național de Informații, București, 2000, p. 48-77.
- STASI și terorismul mondial în Historia, Anul I, nr. 1, 14 noiembrie 2001, p.13 - 15.
- Din culisele financiare ale revoluției bolșevice în Historia, Anul I, nr. 2, decembrie 2001, p.12-16.
- Cum s-a ajuns la „Stalingradul de la Dunăre” în Dosarele Istoriei, Anul IX, nr. 9 (97), 2004, p. 31 - 38.
- De la perestroika la „Noua Rusie” în revista Europa XXI, vol. XIII – XIV (2004 – 2005), pag. 355 – 385.
- Geopolitica Kremlinului în ultimele clipe de „Război Rece” în Document (Buletinul Arhivelor Militare Române), anul XII, nr. 4 (46)/decembrie 2009, p. 51 – 63.
- Miza unei decizii controversate: trecerea Nistrului în Istorie și Civilizație, Anul II, nr. 12, septembrie 2010, p. 43 – 50.
- „Câinele va muri mâine !”. Cazul Aldo Moro (1) în Istorie și Civilizație, Anul IV, nr. 28, ianuarie 2012, p. 47 – 53.
- „Câinele va muri mâine !”. Cazul Aldo Moro (2) în Istorie și Civilizație, Anul IV, nr. 29, februarie 2012, p. 48 – 54.

- Military Operations with Strategic Impact. The Battle of Berlin (April - May 1945)/ Operațiuni militare cu impact strategic. Bătălia Berlinului (aprilie - mai 1945) în Valahian Journal of Historical Studies nr. 22 (2014), p. 58 – 73. Arhivat în 7 octombrie 2023, la Wayback Machine.
- Eșecul unei elite. Decembrie 1989 în Arhivele Totalitarismului, Anul XXIII, nr. 3 – 4/2015, p. 169 – 190.
- De la suveranitate la independență. Cazul Republicii Moldova (I) în Archiva Moldaviae, vol. VII/2015, Iași, p. 109 – 142.
- „Noua gândire politică” a URSS și efectul ei asupra relațiilor internaționale în 1989 în volumul Debates on globalization. Approaching national identity through intercultural dialogue. Studies and Articles, Editura Arhipeleag XXI Press, Târgu-Mureș, 2015, p. 131 – 140.
- Operațiunea „Pointblank” și ieșirea României din război (1943 – 1944) în Monitor Cultural-Educativ, Nr. 2/2016, p. 41 – 55.
- În zori, ei...nu dormeau. „Atacul preventiv sovietic” și replica germană din 22 iunie 1941 (I) în Romanian Intelligence Studies Review, nr. 15/2016, p. 167 – 182.
- În zori, ei...nu dormeau. „Atacul preventiv sovietic” și replica germană din 22 iunie 1941 (II) în Romanian Intelligence Studies Review, nr. 16/2016, p. 167 – 185.
- Pompierii militari pe fronturile independenței de stat (1877 – 1878) în Studii și Materiale de Istorie Modernă, vol. XXX, 2017, p. 9 – 26.
- De la suveranitate la independență. Cazul Republicii Moldova (II) în Archiva Moldaviae, vol. IX/2017, Iași, p. 63 – 96.
- Interesele strategice ale României și Federației Ruse în regiunea Mării Negre în Romania&Rusia at the Black Sea, Editura Fundația Europeană Titulescu, București, 2017, p. 24 – 31.
- Relațiile româno-ruse și manualele de istorie românești la începutul secolului XXI în volumul intitulat Преподавание военной истории в России и за рубежом: Сб. ст. / Под ред. К. А. Пахалюка. — М.; СПб. : Нестор-История, 2018, 432 с. (Predarea istoriei militare în Rusia și în străinătate: Sat. Art., Editura K. A. Pahalyuk. – M. SPb., Istoria Nestor, 2018, 432 p.).
- Armata Română, consolidarea statului și afirmarea națiunii române în Pulsul Geostrategic, nr. 268, Anul XIII/4, 20 noiembrie 2018, p. 33 – 68.
- Eforturi politico-diplomatice pentru apărarea României Mari. 1918-1940 (I) în Arhivele Totalitarismului, Anul XXVI, nr. 3 – 4/2018, p. 78 – 8.
- Eforturi politico-diplomatice pentru apărarea României Mari. 1918-1940 (II) în Arhivele Totalitarismului, Anul XXVII, nr. 1 – 2/2019, p. 22 – 37.
- De la suveranitate la independență. Cazul Republicii Moldova (III) în Archiva Moldaviae, vol. XI/2019, Iași, p. 277 – 305.
- Armata Română și prăbușirea comunismului (Decembrie 1989) în Document (Buletinul Arhivelor Militare Române), anul XXII, nr. 4 (86)/2019, p. 13 – 20.
- Ultimul Congres, ultimele visuri (Noiembrie 1989) în Historia, Anul XIX, nr. 214, noiembrie 2019, p. 21 – 24.
- Timișoara, începutul sfârșitului (Decembrie 1989) în Historia, Anul XIX, nr. 214, noiembrie 2019, p. 25 – 33.
- Căderea ultimului bastion comunist. București, 21 – 22 Decembrie 1989 în Historia, Anul XIX, nr. 215, decembrie 2019, p. 10 – 31.
- Kremlinul și prăbușirea glacisului strategic al URSS (1989) în volumul Identity and Dialogue in the Era of Globalization, Editura Arhipeleag XXI Press, Târgu-Mureș, 2019, p. 155 – 166.
- Nicolae Ceaușescu, structurile de forță ale României socialiste și Rețeaua „R” în Decembrie 1989 în volumul Revoluția din 1989. Învinși și învingători , Editura Polirom, Iași, 2020, p. 373 – 397.
- Eșecul unui regim și revolta asupriților (Decembrie 1989) în volumul Panorama comunismului în România (Editor: Liliana Corobca), Editura Polirom, Iași, 2020, p. 1053 – 1067.
- România-Republica Moldova: trei decenii de conviețuire. Dosarul unei relații româno-române în volumul Problema Basarabiei în relațiile româno-sovietice (1918 - 2018), coordonatori: Florin-Răzvan Mihai, Vasile Buga, Editura Litera, București, 2020, p. 249 – 304.
- Prăbușirea glacisului strategic al URSS și drumul spre suveranitate al RSSM (1989 - 1990) în volumul Suveranitatea Republicii Moldova: concept și realitate, Chișinău, 2020, p. 82 – 136.
- România, Rusia și geopolitica conflictului transnistrean în Plural. Journal of the History and Geography Department, „Ion Creangă” State Pedagogical University, vol IX, nr. 2/2021, Chișinău, p. 142 – 156
- Summit-ul de la Malta (2-3 decembrie 1989) și reconfigurarea sistemului de relații internaționale în volumul Dumitru Preda, la 70 de ani. De la istorie la diplomație, în serviciul neamului românesc, vol. II (coord. dr. Ioan Lăcătușu), Editura Eurocarpatica, Sfântu Gheorghe, 2021, p. 566 – 594.
- Mihail S. Gorbaciov, omul care a oferit enorm omenirii în Revista de Istorie a Moldovei nr. 1 – 2 (125 – 126), ianuarie – iunie 2021, p. 84 – 96.
- Relațiile româno-sovietice/ruse de la destindere la încordare (1990 - 2021) în volumul Tradiție, Istorie, Armată (coordonator Ion Rîșnoveanu), vol. VI/2020, Editura Cetatea de Scaun, Târgoviște, 2021, p. 327 – 354;
- Construcția europeană și summit-ul franco-sovietic de la Kiev. 6 decembrie 1989 (I) în Revista de Istorie a Moldovei nr. 1 – 2 (129 – 130), ianuarie – iunie 2022, p.  141 – 165.
- Revoluție, teroare și dezinformare. Cluj-Napoca - Decembrie 1989 în Anuarul Institutului Revoluției Române din Decembrie 1989, nr. 1/2023, p. 75 - 97. Arhivat în 27 decembrie 2023, la Wayback Machine.
- Pregătirea militară a Bătăliei Moldovei (aprilie – august 1944), în volumul Armata Română și Anul de răscruce 1944 (coord. comandor Iosif Bencze, dr. Iulian-Stelian Boțoghină, colonel ing. Marius-Marian Olteanu, dr. George-Daniel Ungureanu), București, Editura Centrul Tehnic-Editorial al Armatei, 2024, p. 181 – 198.
- Misterioasa telegramă de la Stockholm și Actul de la 23 August 1944 în revista Evenimentul Istoric,  nr. 77 (26 iulie – 30 august 2024), p. 26 – 33.
- România și Ungaria în contextul Anului 1989 în revista Deutsche internationale Zeitschrift für zeitgenössische Wissenschaft, nr. 83/2024, p. 22 – 30.
- Romania and Hungary in the Context of 1989 în Deutsche internationale Zeitschrift für zeitgenössische Wissenschaft, nr. 83/2024, p. 22 – 30.
- Relațiile româno-sovietice în anii ’80 (I) în revista Deutsche internationale Zeitschrift für zeitgenössische Wissenschaft, nr. 84/2024, p. 38 - 47.
- Romanian-Soviet Relations in the ‘80s (I) în Deutsche internationale Zeitschrift für zeitgenössische Wissenschaft, nr. 84/2024, p. 38 – 47.
- Relațiile româno-sovietice în anii ’80 (II) în revista Deutsche internationale Zeitschrift für zeitgenössische Wissenschaft, nr. 85/2024, p. 22 – 28.
- Romanian-Soviet Relations in the ‘80s (II) în Deutsche internationale Zeitschrift für zeitgenössische Wissenschaft, nr. 85/2024, p. 22 – 28.
- Nicolae Ceausescu and the Army. Dissidence and Military Opposition. 1965 – 1989 (I) în Deutsche internationale Zeitschrift für zeitgenössische Wissenschaft, nr. 89/2024, p. 12 – 21.
- Alianțe politice din România înainte și după 23 August 1944 în volumul 23 august 1944. Adevăr și mistificare (coordonator: Gavriil Preda), București, Editura Corint, 2024, p. 56 – 126.
- Construcția europeană și summit-ul franco-sovietic de la Kiev. 6 decembrie 1989 (II) în Revista de Istorie a Moldovei nr. 1 – 2 (133 - 134), ianuarie – iunie 2023, p.  100 – 124.
- Nicolae Ceausescu and the Army. Dissidence and Military Opposition. 1965 – 1989 (II) în Deutsche internationale Zeitschrift für zeitgenössische Wissenschaft, nr. 90/2024, p. 19 – 27.
- Un oraș sub povara fricii și-a cruzimii. Sibiu - Decembrie 1989 în Anuarul Institutului Revoluției Române din Decembrie 1989, nr. 2/2024, p. 73 – 117.
- The Dismantling of the Securitate and the Emergence of Romania’s New Intelligence Agencies în Deutsche internationale Zeitschrift für zeitgenössische Wissenschaft, nr. 97/2025, p. 13 – 24.